# Кальцийтриникель
Кальцийтриникель — бинарное неорганическое соединение
никеля и кальция
с формулой NiCa3,
тёмно-серые кристаллы.

## Получение
- Сплавление стехиометрических количеств чистых веществ[2][4]:

{\displaystyle {\mathsf {3Ni+Ca\ {\xrightarrow {1190^{o}C}}\ CaNi_{3}}}}

## Физические свойства
Кальцийтриникель образует тёмно-серые кристаллы
тригональной сингонии,
пространственная группа R 3m,
параметры ячейки a = 0,5030 нм, c = 2,427 нм, Z = 9,
структура типа трибериллийниобия NbBe3
.
Соединение образуется по перитектической реакции при температуре 1007÷1014 °С.